# Ana Kucinski

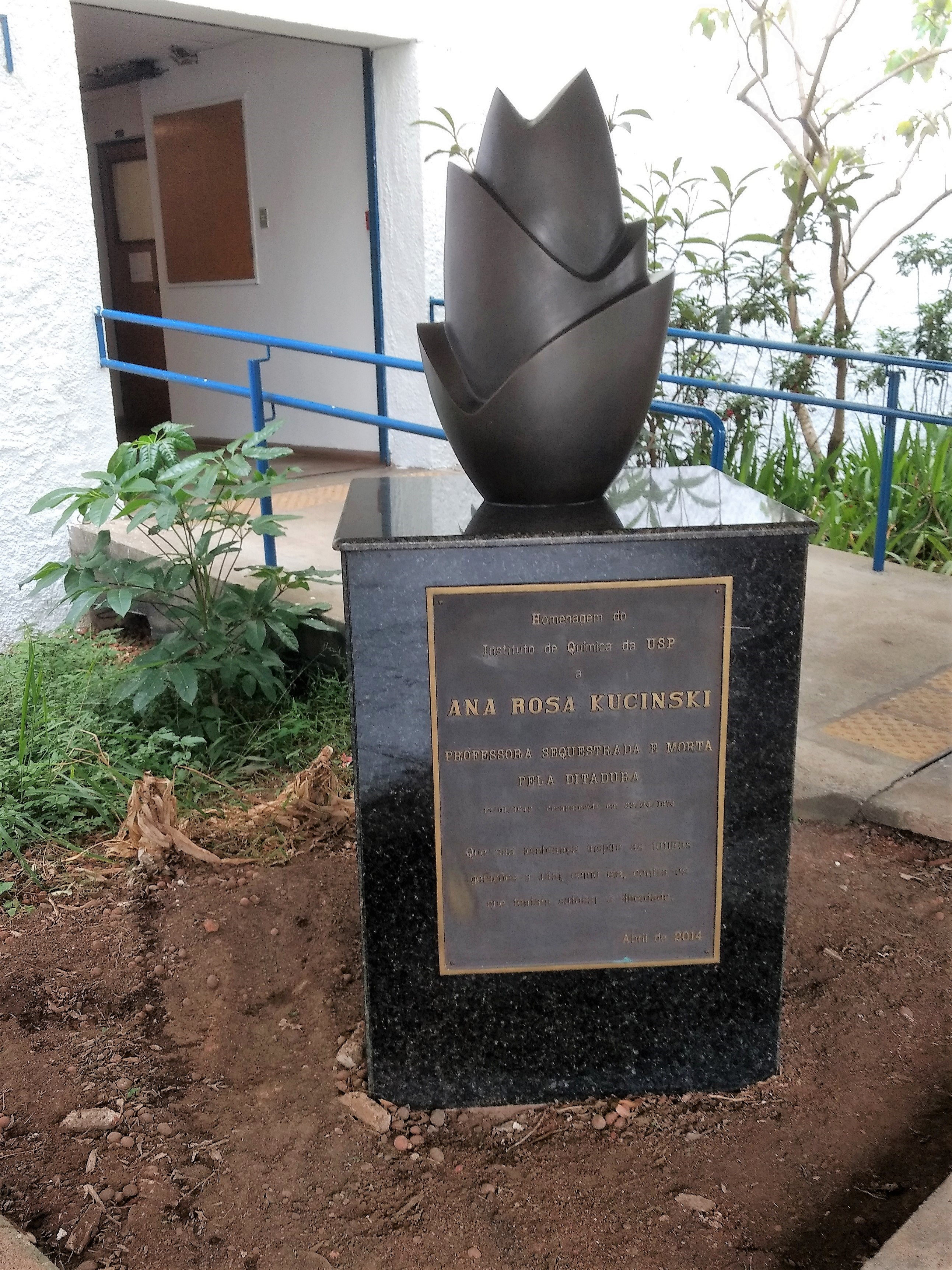
"Que sua lembrança inspire as futuras gerações a lutar, como ela, contra os que tentam sufocar a liberdade". Homenagem do Instituto de Química da Universidade de São Paulo. Abril de 2014.

Ana Rosa Kucinski Silva (São Paulo, 12 de janeiro de 1942 – 22 de abril de 1974) foi uma professora universitária e militante da Aliança Libertadora Nacional (ALN), organização que combateu a ditadura militar brasileira. Em 1974, aos 32 anos, foi dada como desaparecida. Devido às circunstâncias, é considerada como uma das vítimas da ditadura militar brasileira pela Lei 9.140, de 1995 .

## Biografia
Integrante da ALN na clandestinidade, Ana era graduada em química e doutora em filosofia. Casada com Wilson Silva, também integrante da ALN, era uma das mais jovens professoras do Instituto de Química da Universidade de São Paulo – USP. Em 22 de abril de 1974, ela saiu do trabalho na universidade para encontrar-se com o marido para um almoço na Praça da República, no centro da cidade de São Paulo, em comemoração aos quatro anos de casamento. Os dois nunca mais foram vistos. Sua participação na luta armada teria sido informada à repressão por um dos ex-militantes infiltrados pela polícia na ALN, João Henrique Ferreira de Carvalho, o Jota, segundo depoimento do ex-sargento e ex-agente do DOI-CODI/SP, Marival Chaves.
Seu desaparecimento e de seu marido causou a impetração de um pedido de habeas corpus por intermédio do advogado Aldo Lins e Silva, negado pela proibição do uso deste instrumento jurídico para presos políticos pelo AI-5. O arcebispo de São Paulo Dom Paulo Evaristo Arns e a Comissão de Direitos Humanos da Organização dos Estados Americanos (OEA) foram acionados, sem conseguir do governo militar qualquer informação sobre o paradeiro do casal. Seu desaparecimento levou a uma reportagem no New York Times e a debates numa reunião da OEA. Em 12 de setembro de 1974, o embaixador dos Estados Unidos no Brasil, John Hugh Crimmins, precisou da ajuda e orientação do Departamento de Estado americano após receber uma carta do presidente do Congresso Mundial Judaico, Jacques Torczyer, pedindo a intervenção da diplomacia americana no caso Ana Rosa Kucinski. A resposta, protocolar, assinalava que, não sendo Ana cidadã americana,  o governo de Washington D.C. nada podia fazer. Em 6 de fevereiro de 1975, respondendo a requerimento feito pelos familiares sobre o paradeiro dos desaparecidos políticos, o ministro da Justiça da época, Armando Falcão, publicou nota oficial a respeito, na qual os nomes de Ana Rosa e Wilson Silva são citados como “terroristas foragidos”.
As primeiras pistas sobre o destino do casal só começaram a vir a público décadas depois, com a redemocratização do país. Em 1987, o médico psicanalista Amílcar Lobo, em reportagem para a revista paulista IstoÉ, reconheceu informalmente que atendeu Wilson Silva na Casa de Petrópolis, conhecida como A casa da Morte . A casa era centro clandestino de torturas e assassinatos do exército na cidade de Petrópolis, Rio de Janeiro. 
Em 1993, o ex-cabo do exército José Rodrigues Gonçalves, numa entrevista à revista Veja que nunca foi publicada, declarou que Ana e seu marido foram presos pela equipe de um dos mais famosos agentes da repressão da época, o delegado paulista Sérgio Paranhos Fleury, e entregues aos militares, que os levaram para a Casa da Morte onde foram interrogados, torturados e executados. A passagem de Ana e seu marido pela Casa da Morte também viria a ser assinalada anos depois por outras fontes militares.
Em 2012, o ex-delegado e torturador confesso Cláudio Guerra, em depoimento aos jornalistas Marcelo Netto e Rogério Medeiros para o livro Memórias de uma Guerra Suja, afirmou que os corpos de Ana Kucinski e seu marido foram incinerados no forno da Usina Cambahyba, no Rio de Janeiro, junto com o de outros presos políticos assassinados. O corpo de Ana tinha "marcas de mordidas, talvez por ter sido assaltada sexualmente" e o de Wilson "não tinha unhas na mão direita".

## Resgate da memória
Em 15 de Junho de 1988, foi homenageada pelos ex-diretores esportivos do Centro de Estudos Químicos Heinrich Rheinboldt com a criação da Associação Atlética Acadêmica Ana Rosa Kucinski (AAAARK) do Instituto de Química da Universidade de São Paulo (IQ-USP). A associação, que leva seu nome até hoje, é responsável por inventivar, promover e administrar as atividades esportivas do instituto.
Em 2012, movimentos de direitos humanos reunidos no Fórum Aberto pela Democratização da USP, exigiram da direção da universidade a reversão e revogação da decisão resultante do processo instaurado pela Reitoria em 1975, que causou a "demissão" da professora por 13 votos favoráveis e dois votos em branco, por "abandono de função", ignorando seu desaparecimento forçado. Nesta época, ela já havia sido sequestrada e assassinada há mais de um ano. Apesar de que a USP alegou que já tinha realizado a retirada da demissão em 1995 ,  o processo só foi oficializado em abril de 2014. Naquele ano, a demissão foi anulada por unanimidade pela Congregação do Instituto de Química da USP, sendo considerada um "equívoco" da época. A família de Ana também recebeu um pedido formal de desculpas da Congregação. Na mesma ocasião, foi anunciada a inauguração de um monumento em homenagem a Ana nos jardins do Instituto de Química da universidade.
Ana Kucinski era irmã do jornalista, professor, cientista político e escritor Bernardo Kucinski.

## Livro
Em 2011, Bernardo Kucinski, irmão de Ana, escreveu um romance intitulado de K. A obra conta a história de um judeu imigrante, que na juventude foi preso por suas atividades políticas, dono de uma loja no bairro Bom Retiro, em São Paulo, que busca por sua filha Ana (seu nome não é citado), desaparecida, e se depara com a muralha de silêncio envolvendo o desaparecimento de presos políticos.     
A obra foi traduzida em 13 línguas e tem um olhar sobre a ditadura brasileira de 1964. Bernardo Kucinski busca um tom muito mais literário do que memorialista, no entanto, ele deixa claro logo na primeira linha da carta ao leitor na obra que: "tudo neste livro é invenção, mas quase tudo aconteceu". 
O livro não economiza em críticas e denúncias e constrói uma alternativa de patrimônio (um tipo de patrimônio do sofrimento) narrativizando rastros e sinais que assim podem criar uma outra narração do passado dentro de uma poética restitutiva próxima, por morfologia e conteúdo de uma demanda de reparação a partir de um uso poético muito cuidadoso das ausências que são o legado da ditadura brasileira.     

Bernardo Kucinski mistura em sua narrativa fragmentos reais e imaginários e também as sensações de angústia e persistência vividas pelo pai de Ana. Durante um depoimento para jornalistas, em 2011, ele declarou: 
"É autobiográfico, mas não é. Tem muita coisa factual, e muita coisa inventada. Foi uma parede que eu montei ao meu gosto, mas os tijolinhos são todos factuais, entende? A parede toda é como se fosse uma metáfora. Coloquei tudo no personagem do meu pai, mas, na verdade, metade daquilo fui eu quem vivi." 